# DSV
DSV Panalpina A/S, tudi samo DSV A/S, je transportno-logistično podjetje s sedežem na Danskem, ki opravlja logistiko tovora po vsem svetu. Tovor prevažajo s tovornjaki, letali, ladjami in vlaki. Ustanovljeno je bilo leta 1976. Prihodki leta 2014 so znašali 84,582 milijarde DKK, zaposlenih je bilo 22.874 ljudi. S prevzemom švicarskega podjetja Panalpina leta 2019 je nastalo četrto največje logistično podjetje na svetu. Po združitvi je uprava preimenovala podjetje v DSV Panalpina, obdržali pa so DSV kot sekundarno ime.
Trenuntni izvršni direktor DSV-ja je Jens Bjørn Andersen.